# Noah Mills
Noah Mills (Toronto, 26 aprile 1983) è un supermodello e attore canadese naturalizzato statunitense.

## Carriera
Noah Mills comincia la propria carriera nel mondo della moda nel 2003 all'età di venti anni, grazie ad un contratto con l'agenzia Wilhelmina Models, ed il 13 novembre dello stesso anno, il sito models.com lo nomina "modello della settimana".  A gennaio 2004 debutta sulle passerelle di Gucci ed Yves Saint Laurent a Milano e Parigi, ed a settembre sfila a New York per Kenneth Cole e Michael Kors, per il quale dal 2008 apre tutte le sfilate, insieme a Carmen Kass. Archiviato il 3 luglio 2015 in Internet Archive. In seguito Mills sfilerà anche per Alessandro Dell'Acqua, Bottega Veneta, Emporio Armani, Versace, Dsquared², Givenchy, John Galliano, Lacoste, Diesel, DKNY, Perry Ellis e Narciso Rodriguez.
All'inizio del 2005 Noah Mills firma un contratto con Dolce & Gabbana, per il quale a gennaio apre le sfilate della collezione autunno/inverno. In seguito Noah Mills sarà testimonial per il marchio nel 2005, nella controversa campagna firmata da Steven Meisel, nel 2008 e nel 2009, nella campagna pubblicitaria dei profumi D&G Anthologies firmata da Mario Testino, in cui al fianco di Mills compaiono anche Claudia Schiffer, Eva Herzigová, Naomi Campbell, Tyson Ballou e Fernando Fernandes. Noah Mills è inoltre stato il protagonista delle campagne pubblicitarie di Emporio Armani (2006), Calvin Klein (insieme a Natal'ja Vodjanova), Tom Ford (2007), Calzedonia (2010) e Breil (2010). Nel corso della sua carriera, è stato sulle copertine di L'Uomo Vogue (2005), GQ e Surface (2006).
Nel 2010 debutta come attore, partecipando al film Sex and the City 2, dove viene abbordato da Samantha Jones (Kim Catrall).
Nel 2012 interpreta il fidanzato di Taylor Swift nel video del singolo We Are Never Ever Getting Back Together che anticipa il quarto album della cantante.
Nel 2014 è di nuovo il volto di una campagna pubblicitaria di Dolce & Gabbana
Nel 2015 è il testimonial della campagna pubblicitaria di David Yurman, nota casa di gioielli americana.
Nel 2017 partecipa alla serie televisiva The Brave, non rinnovata per una seconda stagione. Nei primi mesi del 2018 viene scritturato per il ruolo dell'agente Jason Bragg nella serie NBC The Enemy Whitin, che debutterà come mid-season replacement nel 2019. Nonostante ciò, le collaborazioni con case di moda non si sono interrotte e tra le campagne più importanti degli ultimi anni, vi sono quelle per Massimo Dutti, Neiman Marcus, Beymen, Macy's, Pedro del Hierro, H&M, Joe Fresh, Giorgio Armani Made to Measure, Simons, Bloomingdale's, Bulgari Bridal's, Lancel, Revlon e Lancôme.

## Agenzie
- Louisa Models - Amburgo, Monaco di Baviera
- Img Models - New York, su imgmodels.com. URL consultato il 13 dicembre 2015 (archiviato dall'url originale il 22 dicembre 2015).
- Models 1 Agency - Londra
- UNIQUE DENMARK - Copenaghen
- Why Not Model Agency - Milano

## Filmografia

### Cinema
- Sex and the City 2, regia di Michael Patrick King (2010)
- Gli stivali di Babbo Natale (Santa's Boots), regia di Shawn Tolleson (2018)

### Televisione
- 2 Broke Girls – serie TV, episodi 1x01, 1x02, 2x10 (2011-2012)
- The Brave – serie TV, 13 episodi (2017)
- Caccia alla spia - The Enemy Within (The Enemy Within) – serie TV, 13 episodi (2019)
- The Baker & the Beauty (The Baker and the Beauty) – serie TV, 3 episodi (2020)
- The Falcon and the Winter Soldier – serie TV, episodi 1x02, 1x04, 1x05 (2020)
- NCIS: Hawai'i – serie TV, 54 episodi (2021-2024)
- NCIS - Unità anticrimine – serie TV, episodio 20x10 (2023)

### Video musicali
- We Are Never Ever Getting Back Together di Taylor Swift

## Doppiatori italiani
Nelle versioni in italiano delle opere in cui ha recitato, Jim True-Frost è stato doppiato da:
- Riccardo Scarafoni in NCIS: Hawai'i, NCIS - Unità anticrimine
- Paolo Vivio in Gli stivali di Babbo Natale
- Gianfranco Miranda in Caccia alla spia - The Enemy Within